# 小野ひまわり
小野 ひまわり（おの ひまわり、1998年10月27日 - ）は、日本の女優、元子役。千葉県浦安市出身。

## 人物
- 趣味はパソコン、スケートボード、犬と遊ぶこと、お菓子作り。
- 特技は英語（TOEIC965点）、バレエ、ダンス、水泳、スケート、歌、スキー。

## 出演

### テレビドラマ
- 着信アリ（2005年、テレビ朝日） - 松下さやか（幼少期） 役
- ディロン〜クリスマスの約束（2006年12月23日、NHK総合）
- NHKスペシャル 鬼太郎が見た玉砕～水木しげるの戦争～（2007年、NHK総合） ‐ 水木尚子 役

### バラエティ
- はっけん たいけん だいすき! しまじろう（2008年4月 - 2009年3月、テレビ東京） - 初代お姉さん

### 映画
- 小さき勇者たち〜ガメラ〜（2006年4月29日、松竹） - 赤い石を運ぶ少女 役
- Monja（2006年7月26日） - ヒロイン（幼少期） 役
- 水の花（2006年8月5日、ぴあ・ユーロスペース） - 主演・長原優 役
- 昴-スバル-（2009年3月20日、ワーナー・ブラザース映画） - 宮本すばる（幼少期） 役
- DAUGHTERS（2014年、二宮健　監督）-孫の女子高生
- ネズラ1964（2020年公開、KADOKAWA） - ミチコ 役[1]

### CM
- イオン「ランドセル」
- 任天堂「DS」
- 花王「フローラルハミング1/3」（2005年）
- イーオン
- 花王「アレルクリン」
- ソニー「PSP」
- エポック社「スーパーテレビパソコン」（2006年）
- キヤノン「iVIS HV20 フラダンス篇」（2007年）